# Rosemont (métro de Montréal)
Pour les articles homonymes, voir Rosemont.
Rosemont est une station sur la ligne orange du métro de Montréal ; elle fait partie du réseau d'origine.

## Origine du nom
En 1900, le Canadien Pacifique fait construire les usines Angus près des villages de Petite-Côte et Côte-de-la-Visitation, confiant l'achat des terrains à Ucal-Henri Dandurand. Le village incorporé fut nommé en l'honneur de la mère de M. Dandurand, appelée Rose Philipps. En 1910, celui-ci fut définitivement rattaché à la ville de Montréal.

## Histoire
La station, conçue par Duplessis, Labelle et Derome, a été inaugurée le 16 octobre 1966. Il s'agit d'une station à quai latéral construite dans un tunnel, avec une zone de perception au niveau du transept qui mène à une entrée unique, adjacente à une boucle d'autobus et à ce qui était autrefois un stationnement municipal.
En 2015, la Société de transport de Montréal a entrepris des travaux à la station pour ajouter des ascenseurs. Le conseil d'administration a accordé un contrat de 10,2 millions de dollars à l'entreprise de construction Alta Ltd. Les travaux consistaient à l'agrndissement de l'édicule, l'ajout de trois ascenseurs, l'ajout d'un puits de ventilation naturelle au-dessus de l'édicule, la relocalisation du puits de ventilation au-dessus de l'édicule, la relocalisation du puis de ventilation naturelle existant, et la relocalisation du commerce. Les trois ascenseurs ont été mis en service en fin décembre 2016.
En mars 2011, l'Office municipal d'habitation de Montréal (OMHM) a identifié le site de la station Rosemont pour réaliser un projet de logement abordable. La ville a accepté la proposition de l'OMHM en lui réservant le terrain de propriété municipale en septembre 2013. En mars 2015, la Société d'habitation du Québec a émis l'engagement conditionnel du projet AccèsLogis Îlot Rosemont prévoyant la réalisation de 193 unités de logements avec services pour personnes âgées et d'un centre administratif regroupant environ 300 employés de l'OMHM. Le 28 août 2019, le chantier du projet Îlot Rosemont a été lancé au-dessus de la station. En mai 2022, la STM a annoncé le réaménagement du parvis de la station afin d'offrir un nouvel espace public pour les résidents du quartier et d'« enrichir le projet de logements sociaux pour aînés ». Les travaux de la STM saissent l'occasion pour effectuer des travaux correctifs sur les équipements de la station.

## Service aux voyageurs

### Édicule et accueil
- 420, boulevard Rosemont.

Cet édicule comporte deux sorties: Une vers la rue Rosemont et une autre vers une boucle d'autobus située sous un bâtiment résidentiel. Un ascenseur permet aux personnes à mobilité réduites de rejoindre la mezzanine.
La zone de perception, un guichet automatique bancaire, les escaliers et les ascenseurs vers les quais sont situés au niveau de mezzanine.

### Desserte
La station est desservie par les rames de la ligne orange du métro de Montréal. Le premier passage a lieu tous les jours à 5h38 en direction de Côte-Vertu, et à 5h59 en direction de Montmorency. La fréquence de passage est toutes les 3 à 5 minutes aux heures de pointe, et toutes les 4 à 12 minutes hors pointe. Le dernier passage a lieu en semaine et le dimanche à 00h47 en direction de Côte-Vertu, et à 01h03 en direction de Montmorency. Le samedi, le dernier passage est à 01h17 en direction de Côte-Vertu, et 01h33 en direction de Montmorency.

### Lignes de bus
La station Rosemont est desservie par les lignes d'autobus suivantes.
| Numéros | Noms                     | Service |
| ------- | ------------------------ | ------- |
| 13      | Christophe-Colomb        | De Jour |
| 25      | Angus                    | De Jour |
| 30      | Saint-Denis/Saint-Hubert | De Jour |
| 31      | Saint-Denis              | De Jour |
| 161     | Van Horne                | De Jour |
| 197     | Rosemont                 | De Jour |
| 361     | Saint-Denis              | De Nuit |
| 370     | Rosemont                 | De Nuit |

## Édicules
- 420, boul. Rosemont

## Principales intersections à proximité

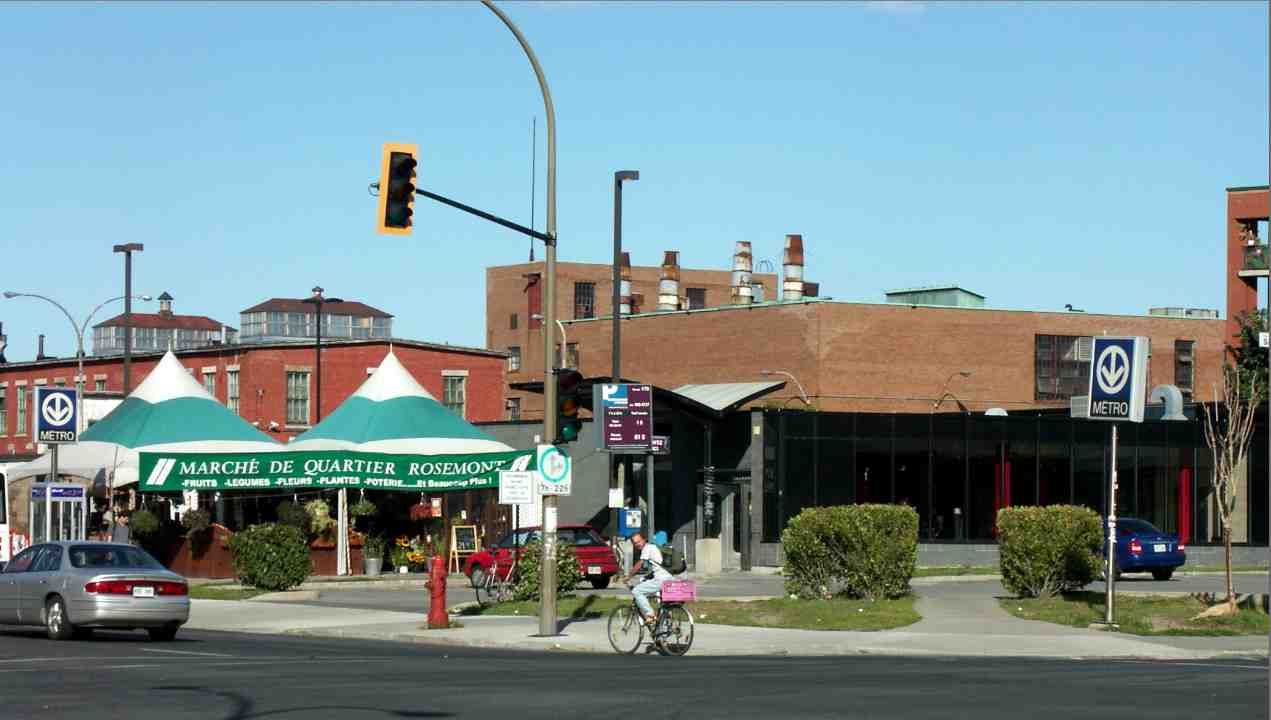
Vue extérieure de l'ancien édicule de la station, avec son marché de quartier

- boul. Rosemont / rue Saint-Denis

## Centres d'intérêt à proximité
- Aide Juridique - bureau jeunesse (Place de la Mode)
- Centre d'accueil Gouin-Rosemont
- Cour du Québec (Chambre de la jeunesse)
- École des métiers de l'automobile
- Centre de transport Saint-Denis de la Société de transport de Montréal